# Luteovirus
Genre
Espèces de rang inférieur
- espèce-type : Barley yellow dwarf virus PAV

Luteovirus est un genre de virus de la famille des Tombusviridae, qui comprend 13 espèces acceptées par l'ICTV. Ces virus, parmi lesquels figure le virus de la jaunisse nanisante de l'orge (BYDV) qui en est l'espèce-type,  infectent  diverses espèces d'angiospermes (phytovirus).
La distribution géographique du genre Luteovirus est très étendue. Les vecteurs de transmission de l'infection primaire des plantes par ces virus sont des pucerons.
Les Luteovirus se répliquent seulement dans les cellules de l'hôte, et non dans le vecteur.
Le nom Luteovirus dérive du latin luteus, c'est-à-dire « jaune », et évoque le jaunissement symptomatique des plantes infectées par ce virus.

## Morphologie et structure du génome
Le Luteovirus est un virus du groupe IV selon la  classification Baltimore des virus. Chaque virion contient un simple brin d'ARN à polarité positive. Le génome est non-segmenté, linéaire et comprend de 5300 à 5900 nucléotides.
Les virions sont non-enveloppés, à structure icosaédrique, d'un diamètre de 25 à 30 nm, et comprennent 32 capsomères dans chaque nucléocapside. La teneur en acides nucléiques est d'environ 28 %.

## Liste des espèces
Selon NCBI (20 janvier 2021) :
- Apple luteovirus 1 (ALV-1)
- Apple-associated luteovirus (AAV)
- Barley yellow dwarf virus MAV (ByDVM)
- Barley yellow dwarf virus PAS (ByDVV)
- Barley yellow dwarf virus PAV (ByDVP)
- Barley yellow dwarf virus kerII (ByDVK2)
- Barley yellow dwarf virus kerIII (ByDVK3)
- Bean leafroll virus (BLRV)
- Cherry associated luteovirus (ChALV)
- Nectarine stem pitting associated virus (NSPAV)
- Rose spring dwarf-associated virus (RSDAV)
- Soybean dwarf virus (SBDV)
- non-classés 
  - Barley yellow dwarf virus
  - Barley yellow dwarf virus GAV
  - Barley yellow dwarf virus OYV
  - Barley yellow dwarf virus-RMV
  - Kummerowia striata luteovirus
  - Red clover associated virus